# Weindispenser

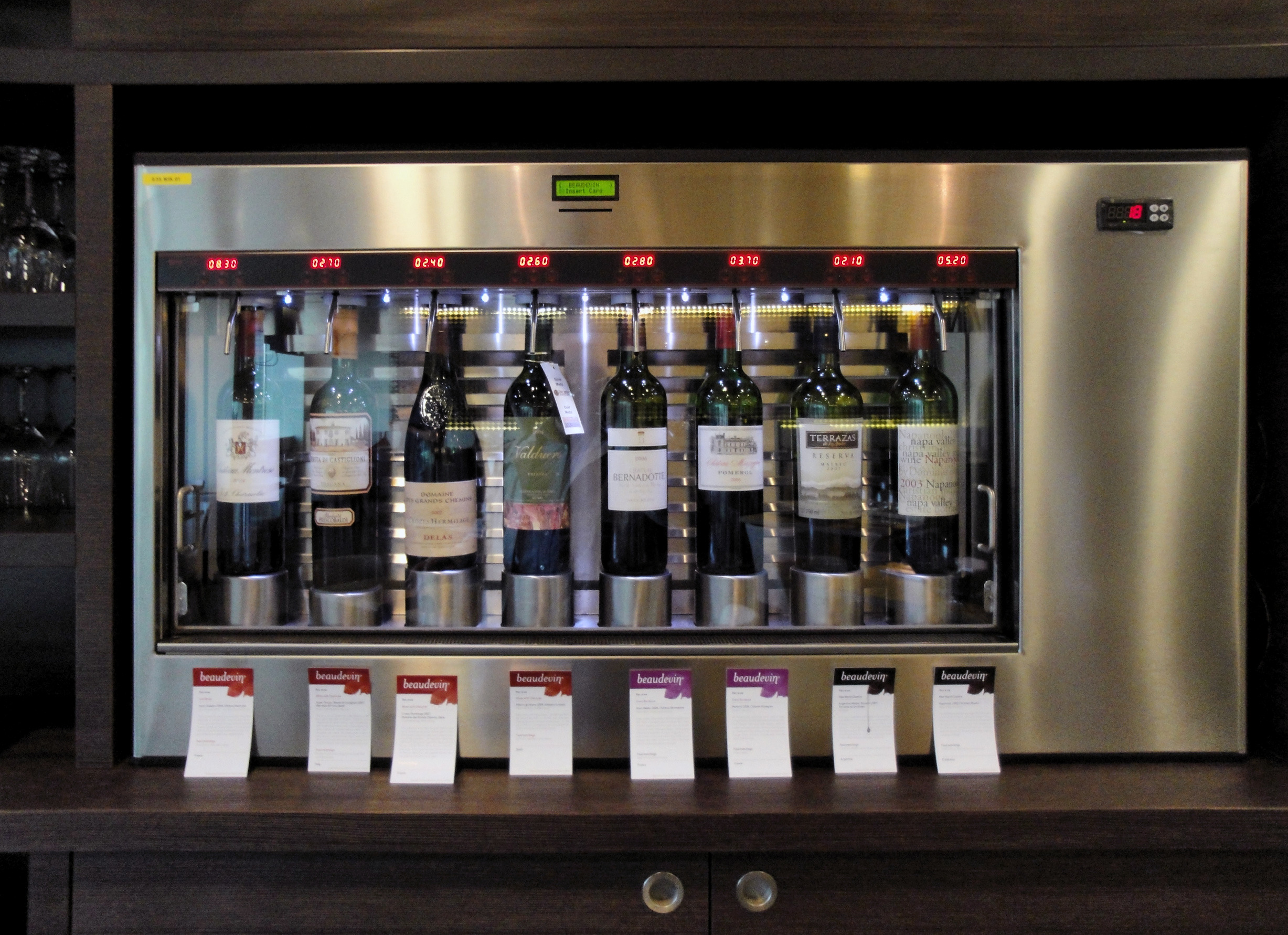
Weindispenser für acht Flaschen am Flughafen Brüssel-Zaventem

Ein Weindispenser ist eine automatische Ausgabevorrichtung für Wein.

## Funktion
Der Apparat gibt Wein, je nach Gerät, in festen oder variablen Mengen aus. Der Wein wird dabei in klimatisierter Umgebung aufbewahrt, die Weinentnahme erfolgt unter Schutzgas, um eine oxidative Veränderung des Weines zu vermeiden. Besonders wertvolle Weine, die oft nicht glasweise ausgeschenkt werden, da der Inhalt nicht an einem Tag verzehrt wird, können so in kleinen Mengen über mehrere Tage angeboten werden. Für den Ausschank von Weinen, deren Trinktemperatur verschieden sein soll, z. B. Rot- bzw. Weißweine, können manche Geräte mit flexiblen Trennwänden in unterschiedliche Klimazonen unterteilt werden. Das Weinetikett der Vorderseite der Flasche ist in der Regel im Automaten direkt sichtbar, die Angaben des Rückenetikettes können ggf. auf einer ergänzenden Displaykarte eingesehen werden.
In der Gastronomie werden Weindispenser als Selbstbedienungsautomaten eingesetzt oder um auch hochwertige Weine in größerer Auswahl im offenen Ausschank anbieten zu können. Aus dem gleichen Grund werden die Automaten auch im Einzelhandel genutzt, so kann eine größere Bandbreite an Weinen zur unverbindlichen Weinprobe bereitgehalten werden.